# Панюков Михайло Іванович
Михайло Іванович Панюков (рос. Михаил Иванович Панюков, нар. 20 лютого 1963, Караганда, Казахська РСР, СРСР) — радянський і російський актор.

## Біографія
Закінчив діючий факультет державного інституту театрального мистецтва (ГТИС) у Москві в 1986 році.
Актор у московському театрі 88 (1988—1993), Тюменський драматичний театр (1997—2000), молодіжний театр «заручини» в Тюмень (2005—2006, 2009—2012), театр під керівництвом Армен Лобарханян в Москві (2006—2007).
З 2013 року він був у трупі російського драматурга Михайла Шчепенко в Московському театрі російської драми «Камерна сцена».